# Carpomys
Carpomys es un género de roedores miomorfos de la familia Muridae. Son endémicos de los montanos de Luzón (Filipinas).

## Especies
Se reconocen las siguientes:
- Carpomys melanurus Thomas, 1895
- Carpomys phaeurus Thomas, 1895